# Osobnost učitele
Osobnost učitele je tvořena několika základními komponenty a to psychickou odolností, adaptabilitou a adjustabilitou. Na učitelově osobnosti a na jejích morálních, odborných i pedagogických kvalitách závisí průběh a zároveň výsledek celého výchovně vzdělávacího procesu. Jedná se o jeden ze základních problémů pedagogické teorie.
Osobnost učitele je hlavním objektem zkoumání pedeutologie.

## Typologie osobnosti učitele
Existuje řada typologií, které dělí učitele dle různých faktorů. Mezi nejznámější patří rozdělení podle K. Lewina, Ch. Caselmanna, W. O. Döringa a E. Vorwickela.

### Lewinova typologie
Často využívané třídění typů osobností a stylu práce pedagogických pracovníků. Lewinova typologie dělí učitele na:
- Dominantní – autoritativní až diktátorský styl výchovy. Učitel mnoho rozkazuje, hrozí, trestá, záměrně vyhledává a záporně hodnotí chyby žáka, nerespektuje přání a potřeby dětí, neumožňuje jim projevit samostatnost, tvořivost či iniciativu. Je direktivní, velmi náročný, nepřipouští diskuzi, vyžaduje poslušnost a bezpodmínečné plnění svých požadavků. Učitel často vyžaduje doslovnou reprodukci učiva. Ve třídě vedené tímto typem se objevuje vyšší napětí ve vztazích, třída naopak vykazuje vysoký výkon, ale pouze za kontroly učitele. Slabší typy osobnosti žáků se stávají poddajnými a málo aktivními, silné typy až agresivní. Některé děti mohou mít i zdravotní potíže, např. ranní nevolnosti a zvracení, bolesti hlavy apod.

- Nezasahující – učitel řídí žáky málo nebo vůbec. Neklade přímé požadavky, ale spíše užívá neosobních výzev vůči celé třídě (je třeba, mělo by se). Má často až neopodstatněnou důvěru v žáky. Tento typ učitele bývá vnitřně nejistý, pasivní, ale také takový, který se snaží vyhnout chybám autoritativního typu učitele. Žákům nedává normy a požadavky nezbytné pro formování charakteru, nezajišťuje potřebnou organizaci třídy, takže skupina nedosahuje výsledků, kterých by mohla dosáhnout. Žáci jsou nejistí a mají sklon k chaotickým reakcím.

- Integrační – demokratický přístup k žákům. Učitelovo vedení je vyváženo dostatkem kontroly a pevného výchovného působení, ale přitom umožňuje žákům prostor pro iniciativu, samostatnost a tvořivost. Sankce jsou uplatňovány spravedlivě. Integrační styl nejvíce pomáhá rozvíjet osobnost žáka a je optimální pro utváření kolektivu třídy a pro výchovnou práci. Je však pro učitele značně obtížný, zpravidla se tomuto stylu musí učit, upevňovat v sobě vlastnosti výhodné pro tento styl a potlačovat nevýhodné.

### Caselmannova typologie
Za kritérium své typologie Caselmann uvádí to, zda se učitel ve své pedagogické práci orientuje především na učení (učební předmět), nebo na žákovu (studentovu) osobnost:
- Logotrop – je zaměřen na svůj obor, na předměty, které vyučuje.
  - Filozoficky orientovaný – usiluje o vypracování světového názoru a jeho cílem je žákům vštípit svůj světový názor. Selhává, když žáci nejsou na takové úrovni vyspělosti, aby chápali jeho myšlenky a názory, nebo když mají jiný světový názor. Vlastní myšlenky a názory studentů příliš nerespektuje.
  - Odborně-vědecky orientovaný – ve svém oboru považuje vše za důležité a chce žáky co nejvíce naučit. Umí žáky nadchnout, vzbudit zájem o předmět a učivo. Hodně žákům předá, protože má široké znalosti svého oboru. Má velký vzdělávací vliv, ale výchovně působí méně. Upřednostňuje svůj předmět a přehlíží individualitu, osobnost a zvláštnosti žáků.
- Paidotrop – je zaměřen na své žáky a jejich problémy.
  - Individuálně psychologicky orientovaný – snaží se získat si osobnost žáka a pak ji utvářet. Své pedagogické působení vidí hlavně ve výchově. Charakteristický je pro něj rodičovský vztah k žákům. Usiluje o napravení žáků, o kterých ostatní učitelé pochybují.
  - Všeobecně psychologicky orientovaný – usiluje nejen o utváření osobnosti žáků, ale také o všeobecnější cíle, např. vzbudit zájem žáků i u méně zajímavého učiva, cvičení paměti, utváření pojmů. Někdy sleví ze svých požadavků na žáky.[4]

### Döringova typologie
Döring vycházel z obecné typologie osobností německého psychologa, filozofa a vysokoškolského pedagoga Eduarda Sprangera, která je založená na hodnotách upřednostňovaných v životě:
- Náboženský – je často vážný a uzavřený, bez smyslu pro humor. Žákům se jeví jako nudný a nedovede se jim přiblížit. Působí jako pedant a puntičkář. Vše má tendenci posuzovat z hlediska víry, smyslu života a vyšších principů. Rozlišuje dva typy:
  - více citový (pietistický)
  - více intelektuální (ortodoxní)
- Estetický – převažují iracionální prvky (intuice, fantazie, cit) nad racionalitou v myšlení a jednání, řídí se emocemi. Nejvyšší hodnotou je pro něj krása, styl a harmonie. Je schopen se vcítit do žákovy osobnosti, podporuje fantazii žáků a tvořivý přístup.
  - Aktivně tvořivý typ – utváří osobnost žáků tak, jakoby tvořil umělecké dílo. Někdy však nebere dostatečný ohled na zvláštnosti osobností žáků a studentů, a proto naráží.
  - Pasivně receptivní typ – má ohled na konkrétní osobnost žáka, rozvíjí v něm specifické vlastnosti. Umí se vcítit i do jiného založení osobnosti než jaké má sám, proto ho žáci a studenti mají v oblibě.
- Sociální – nemá ve třídě oblíbené nebo preferované žáky, ale zaměřuje se na třídu jako celek, je u žáků oblíbený. Je tolerantní, trpělivý, jeho cílem je vychovat z žáků lidi užitečné a prospěšné pro společnost. Nejvyššími hodnotami pro něj jsou láska k lidem, altruismus a filantropie. Tento typ je podobný náboženskému typu.
- Teoretický – na prvním místě je u něj vyučovaný předmět a vštěpování vědomostí. Zpravidla se ani nesnaží porozumět žákům. Jeho hlavním cílem je nalézání pravdy, bývá vědeckým nebo výzkumným pracovníkem. Žáci a studenti se ho často bojí.
- Ekonomický – jeho hlavní snahou je dosahovat ve výuce maximálních výsledků za minimální snahy a energie. Podporuje žáky v samostatné práci. Vzdělání chápe jako osvojení si a další rozvíjení prakticky užitečných vědomostí a dovedností. Někdy je příliš praktický a nevzbuzuje u žáků fantazii a originalitu.
- Mocenský – tento typ je kritický, náročný, prosazuje svou osobnost, názory, hodnoty a to i za použití agrese, což ho zajímá více, než vztah s žáky. S oblibou žáky trestá, je rád, když se ho žáci bojí. Zajímá ho především moc, uznání a vliv nad žáky.

### Vorwickelova typologie
Vorwickel vyšel ve své typologii z faktu, že někteří pedagogové věnují větší pozornost vzdělávání žáků (učení a učivu) než jejich výchově a formování jejich osobnosti:
- Věcný
  - Striktně věcný – snaží se co nejpřesněji zpracovat a předat žákům látku, má velký respekt k učebnici a jejímu obsahu. Váží si dobré paměti a staticky naučených pojmů. Žáky a studenty nevede k samostatnému myšlení.
  - Oduševněle věcný – v učební látce vidí činitele, který formuje poznávací procesy a intelekt u žáků. Jeho výklad je logická činnost, která analyzuje učivo v co nejjemnějším celku. Žáky jako celek (třídu) málo aktivizuje, po výtce se obrací na skupinu svých oblíbených žáků.
- Osobní
  - Naivně osobní – ve vybírání učiva a předávání je benevolentní, stejně tak i vůči žákům. Silnými faktory jsou u něj city a emoce. Rozhoduje se spíše srdcem a bývá nestálý. Úspěšný tam, kde může působit citově (např. literatura). Zajímá ho osobnost žáků a umí motivovat žáky ke spolupráci.
  - Uvědoměle osobní – učivo neschematizuje, zvažuje význam učiva pro utváření osobnosti žáka. Respektuje obsah vyučovaného předmětu, ale staví se nad učivo. U žáků je oblíbený.

## Diagnostické metody identifikující typy osobnosti učitelů
K zjištění typu osobnosti učitele existuje mnoho různých psychologických dotazníků a testů; k nejznámějším patří Interpersonální dotazník T. Learyho či H. J. Eysenckův (1916-1997) Osobnostní dotazník (EPI). I v současné době je využíván P - I test (Osobnostní a zájmový test), který sestavili E. Mittenecker a V. Toman.